# گشت‌زنی هوایی

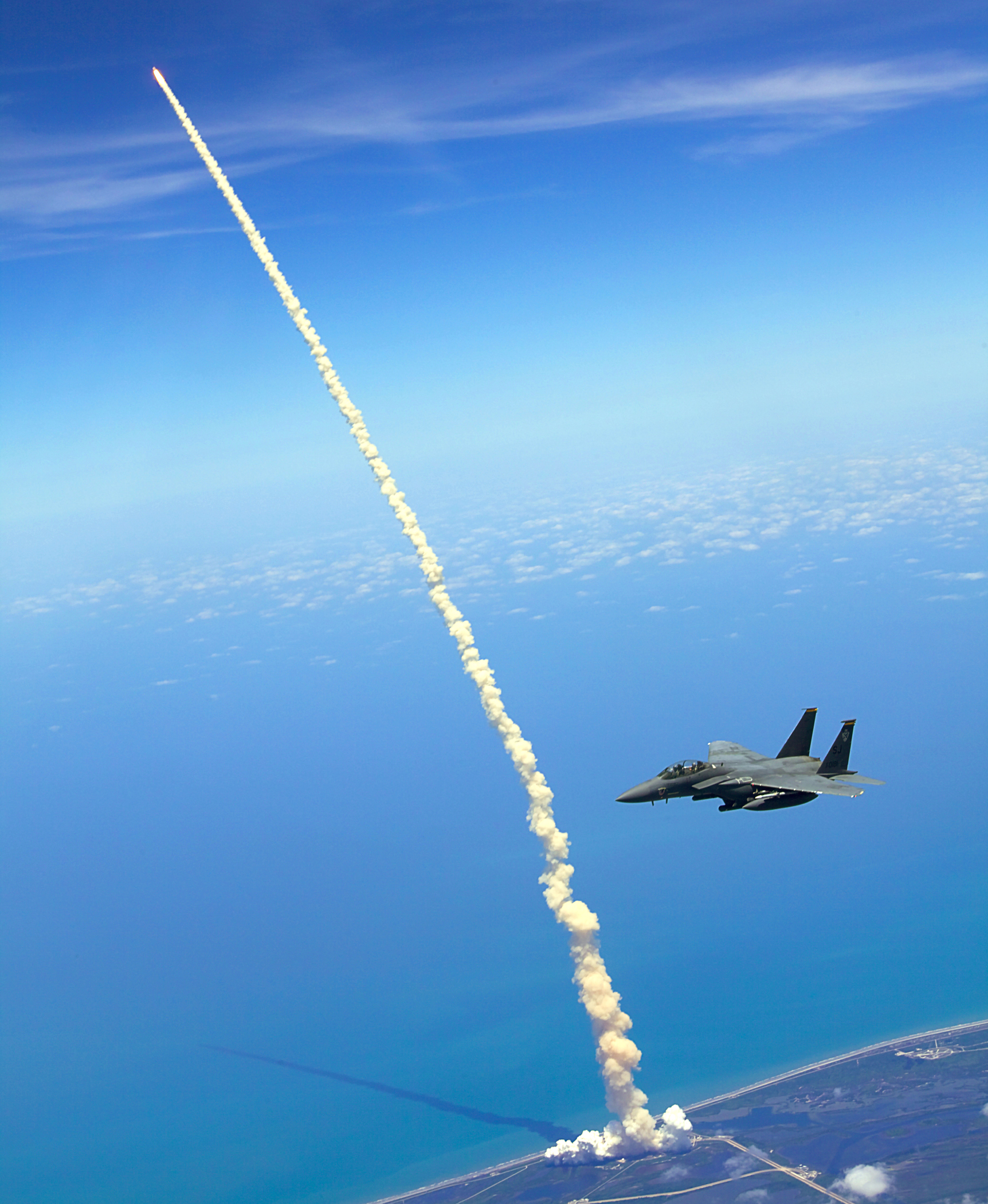
گشتزنی هوایی هواپیمای مک‌دانل داگلاس اف-۱۵ ایگل در حریم هوایی مرکز فضایی کندی در فلوریدا

گشتزنی هوایی نوعی ماموریت برای هواپیماهای جنگنده است که بر روی یک منطقهٔ بی طرف، یا بر فراز نیروهای خودی برای پشتیبانی یا بر فراز یک منطقهٔ مهم جنگی یا بر فراز یک منطقهٔ دفاعی به منظور رهگیری و نابودی هواگردهای دشمن پیش از آن که بتوانند به هدف خود برسند انجام می‌پذیرد. گشتزنی هوایی هم بر روی آب و هم بر روی خشکی انجام می‌شود و برای پشتیبانی از دیگر هواگردها و سایت‌های ثابت و متحرک بر روی زمین یا کشتی‌ها در دریا انجام می‌گردد.